# あわむら赤光
あわむら 赤光（あわむら あかみつ）は、日本のライトノベル作家。

## 来歴・人物
第1回GA文庫大賞で『絆は連環の如く無限 愛は盾の如く無敵』が奨励賞を受賞、当時のペンネームは淡群赤光。代表作の『聖剣使いの禁呪詠唱』がテレビアニメ化され2015年1月から3月まで放送された。執筆スタイルとしては1日10ページずつ自室でパソコンを使いながら執筆するスタイルを取っている。

## 作品リスト
- 無限のリンケージ -デュアルナイト-（イラスト：せんむ、GA文庫、2009年5月、単巻）
- あるいは現在進行形の黒歴史（イラスト：refeia、GA文庫、2011年8月 - 、既刊10巻）
- 聖剣使いの禁呪詠唱[3]（イラスト：refeia、GA文庫、2012年11月 - 2018年6月、全22巻）
- 我が驍勇にふるえよ天地 〜アレクシス帝国興隆記〜[4]（イラスト：卵の黄身、GA文庫、2016年7月 - 、既刊11巻）
- 百神百年大戦（イラスト：かかげ、GA文庫、2018年6月 - 、既刊2巻）
- 黄昏の騎士団、蹂躙、蹂躙、蹂躙す（イラスト：夕薙、GA文庫、2019年4月 - 、既刊1巻）
- 俺の女友達が最高に可愛い。（イラスト：mmu、GA文庫、2020年2月 - 、既刊2巻）
- 転生魔王の大誤算〜有能魔王軍の世界征服最短ルート〜（イラスト：kakao、GA文庫、2020年9月 - 、既刊5巻）
- ルーン帝国中興記〜平民の商人が皇帝になり、皇帝は将軍に、将軍は商人に入れ替わりて天下を回す〜（イラスト：Noy、GA文庫、2021年12月 - 、既刊2巻）
- ゲームで不遇職を極めた少年、異世界では魔術師適性MAXだと歓迎されて英雄生活を自由に満喫する／スペルキャスターLv100（イラスト：ミチハス、GA文庫、2023年3月 - 、既刊2巻）
- 宰相の器を持つ小役人の、辺境のんびりスローライフ 〜出世できず左遷されたはずが、なぜか周りから頼られまくっています〜（イラスト：TAPI岡、DREノベルス、2024年9月 - 、既刊2巻）